# Taxxi, amores cruzados
Taxxi, amores cruzados es una telenovela argentina producida por Endemol, Azteka Films, del productor Daniel Stigliano, y Ctv Contenidos para Telefe. Protagonizada por Gabriel Corrado, Rocío Igarzábal, Nicolás Riera y Catherine Fulop. Coprotagonizada por Micaela Vázquez, Jorge D'Elía, Ezequiel Rodríguez y Jéssica Mas. Antagonizada por Ivo Cutzarida, Maite Zumelzú y el primer actor Jorge Marrale. También, contó con la actuación especial de Esmeralda Mitre. Y la participación de Tomás Fonzi como actor invitado. La misma resultó ganadora del concurso propuesto por el Instituto Nacional de Cine y Artes Audiovisuales (INCAA).

## Argumento
Hace quince años, Martín Montana (Gabriel Corrado) perdía a su esposa. Hoy, la vida lo cruza con una mujer idéntica a Agustina, tal como era ella al momento de su muerte. Su obsesión por Tania (Rocío Igarzábal), esta misteriosa mujer, lo lleva a relacionarse con un siniestro personaje, el señor Moretti (Jorge Marrale). Lo que Martín no sabe,  es que Moretti es en realidad el  Dr. Mattsson, su antiguo profesor y rival, que volvió de las sombras para consumar una venganza perfecta contra él. Por su parte, Tania no sabe que en realidad ella es la esposa de Martín, Agustina, y que Moretti la convirtió en  “otra”  para que mate al hombre que más ha amado en su  vida. Pero Moretti ignora una cosa: a veces el amor de verdad es una fuerza imposible de detener y controlar. 
Por su parte Diego Montana (Nicolás Riera), el único hijo de Martín y Agustina, comienza a tejer su propio drama al descubrir que Lucía (Catherine Fulop) una publicista que conoció y que lo cautivó es la madre de su joven novia Ema (Micaela Vázquez), y sus vidas quedan entrelazadas y todos ellos quedan bajo el poder del siniestro Moretti, que asistido por el violento Víctor (Ivo Cutzarida), convencerán a Helena (Maite Zumelzú), la cuñada de Martín, de sumarse a sus malvados propósitos.

## Elenco y personajes

### Protagonistas
- Gabriel Corrado como Martín Montana.
- Catherine Fulop como Lucía Linares.
- Nicolás Riera como Diego Montana.
- Rocío Igarzábal como Tania Shelley/Agustina Sorrento.

### Coprotagonistas
- Micaela Vázquez como Emma Linares.
- Ezequiel Rodríguez como Benito Gómez.
- Jéssica Mas como Lina Ferrer.
- Jorge D'Elía como Ramiro Cárdena.
- Esmeralda Mitre como Carla Barrientos.
- Tomás Fonzi como Luca Nicolás.

### Antagonistas
- Jorge Marrale como César Moretti/Aaron Mattsson.
- Maite Zumelzú como Helena Sorrento.
- Ivo Cutzarida como Víctor Gutiérrez.

### Participaciones
- María Fernanda Callejón como Silvina.
- Diego Alonso Gómez como El Cobre.
- María del Cerro como Milagros.
- Juan Manuel Guilera como Mirko.
- Ignacio Huang como El Chino.
- Carlos Kaspar como Roca.
- Ángel Hernández como Jugador del Casino.
- Tommy Dunster como Francisco.
- Aldo Pastur como  Dr. Patallo
- Delfina Geréz Bosco como Jugadora del Casino.
- Marcela Ruiz como Andrea Cabral.
- Federico Marrale como Roolfo Alejandro Mattsson.
- Florencia Moeremans como Victoria Insúa.
- Sol Madrigal como Milena.
- Zoe Hochbaum como Camila.
- Víctor Dana como Atili.
- Clara Corrado como Olivia.
- Victoria Irouléguy como Fernanda.

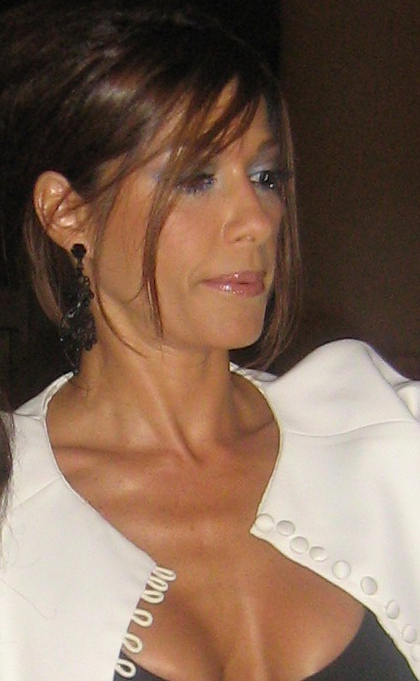
Catherine Fulop como Lucía.
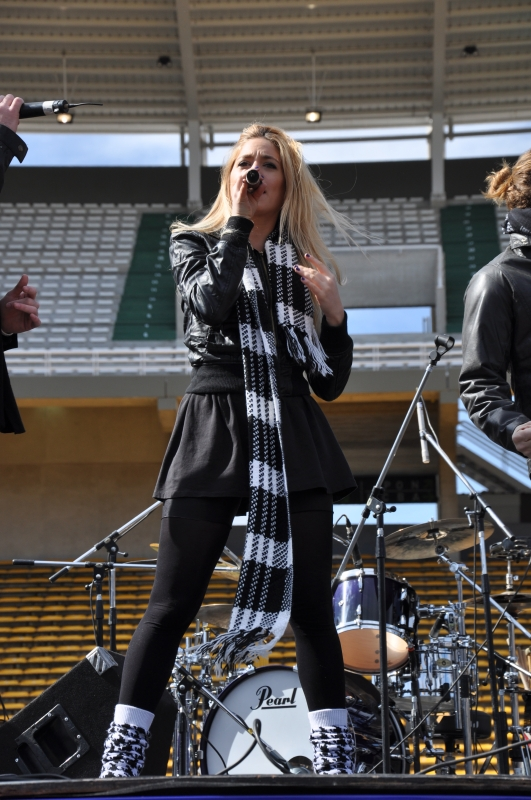
Rocío Igarzábal como Tania / Agustina.
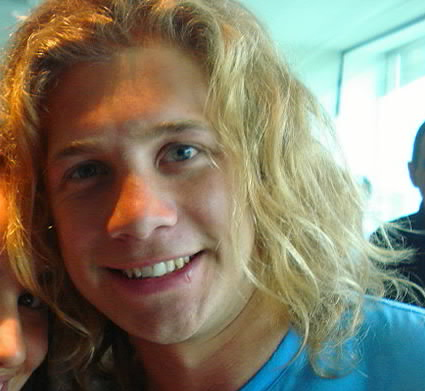
Nicolás Riera como Diego.
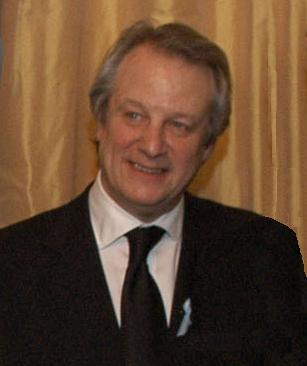
Jorge Marrale como Moretti/Mattsson.
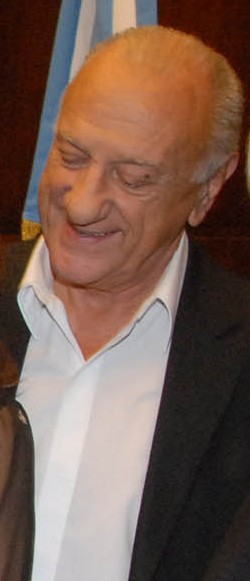
Jorge D'Elía como Ramiro.

## Temporadas
| Temporada | Episodios | Estreno               | Final               |
| --------- | --------- | --------------------- | ------------------- |
| 1         | 66        | 28 de octubre de 2013 | 27 de enero de 2014 |

## Recepción
El primer episodio de Taxxi, amores cruzados por la pantalla de Telefe logró un promedio de 9.9 puntos de rating, con picos de 10.8 puntos, superando a su competencia directa, El diario de Mariana de El trece, y estableciéndose como el séptimo programa más visto del día.
El último episodio de la primera temporada de Taxxi, amores cruzados, el lunes 27 de enero de 2014, logró el promedio más alto de la ficción con 11,2 puntos de índice de audiencia con picos de 14 puntos.

### Crítica
Taxxi, amores cruzados recibió buenas críticas en general. Marina Zucchi, de Clarín, destacó al igual que muchos, la actuación de Marrale, a la que la calificó como prometedora. Además resaltó la sencillez de la telenovela y dijo «la telenovela es para la sobremesa del mediodía, sin demasiada pretensión en sus libretos, pero con un anzuelo que rompe esquemas.»
El sitio Television.com.ar, elogió el trabajo del primer actor Jorge Marrale como villano principal, y dijo que la tira «se presenta como una gran apuesta a un género.»
Por parte de La Nación, Martín Fernández Cruz destacó las actuaciones del elenco en general y en especial la de Marrale, a la cual calificó como "magistral". Además dijo que la ficción «se presenta como una telenovela tradicional, pero que da señales de querer gambetear algunos clichés del género.»

## Premios y nominaciones
| Premio            | Categoría                           | Nominados              | Resultado |
| ----------------- | ----------------------------------- | ---------------------- | --------- |
| Premios Tato 2013 | Ficción diaria comedia/novela       | Taxxi, Amores cruzados | Nominado  |
| Premios Tato 2013 | Actor protagónico en comedia/novela | Jorge Marrale          | Nominado  |

## Ficha técnica
- Autores: Osvaldo Canis - Marisa Quiroga
- Dirección de fotografía: Max Ruggieri - Emiliano Cativa
- Dirección de arte: Paz Caradonti - Aureliano Gentile
- Vestuario: Andrea Duarte
- Producción ejecutiva: Maru Mosca
- Dirección: Diego Palacio - Viviana Guadarrama - Juan Pablo Laplace
- Producción general: Daniel Stigliano - Diego Palacio - Gabriel Corrado
- Dirección general: Martín Kweller
- Supervisión literaria: Gloria Leguizamón
- Colaboración autoral: Gabriel Alejandro Macías - Andrés Pascaner